# Frappé alla menta
Frappé alla menta (Peppermint Frappé) è un film del 1967 diretto da Carlos Saura.  L’opera, come si legge nel finale della pellicola,  è dedicata all’amico Luis Buñuel. Geraldine Chaplin interpreta due donne diverse. Buñuel, esattamente dieci anni dopo, in Quell’oscuro oggetto del desiderio, assegnerà  a due attrici diverse, Carole Bouquet e Angela Molina, l’interpretazione della stessa donna, Conchita.

## Trama
Julián, apatico medico scapolo di mezza età, lavora nel proprio studio coadiuvato da un’infermiera di disarmante ingenuità, Ana, che peraltro non è incoraggiata in alcun modo ad essere più spontanea. Julián mette invece tutta la propria passione in attività al limite del patologico, strappando pagine di riviste con belle ragazze e componendo collage mettendo in rilievo dettagli per lui attraenti. Svolge questa sua passione nella stanza attigua lo studio medico vero e proprio, uno spazio ludico su misura dove si intravedono tra l’altro la biblioteca, un bel tavolo da biliardo, un altare con relativa pala d’altare a soggetto Mariano dove Julián accende ritualmente un cero, altre opere d’arte a soggetto profano, un giradischi per diffondere musica classica. L’incontro con l’amico d’infanzia Pablo a casa della di lui madre, dopo anni di separazione dovuti a diverse strade intraprese nella vita, sconvolge la routine su cui Julián coltivava le proprie abitudini. Pablo è travolgente, vitale, soprattutto ha una moglie giovane e bellissima, Elena, che lo turba reinserendolo in percorsi onirici e mnemonici giovanili e infantili esaltanti verso il sesso femminile. Rivive una scena dove Elena suona enfaticamente il tamburo e, quando si trova a tu per tu con la ragazza, cerca di ricordarle quel momento di invasata festa collettiva a Calanda in occasione del Venerdì Santo, ma lei è ambiguamente evasiva. Di fronte all’impossibilità di conquistare la ragazza di cui oramai si è perduto, e che nonostante i suoi modi anticonformisti resta fedele a Pablo, Julián si rende conto della incredibile somiglianza di Elena ed Ana, in apparenza diversissime, ma soltanto per carattere e look. Valorizza così la giovane trasformandola in una raffinata donna sensuale rendendola di fatto simile ad Elena. Mentre la coppia Elena Pablo esaurisce la propria carica vitale e, con la complicità di Julián, trova la morte precipitando in uno strapiombo meta preferita di suicidi, Ana si trasforma letteralmente in Elena nel finale del film suonando il tamburo come a Calanda.